# Melis Japan
株式会社melis Japan（メリスジャパン）は東京都渋谷区に本社を置くスポーツ用品輸入販売・卸売業会社である。「melis」とはドイツ語の「meine Lieblingssachen」、すなわち「私のお気に入りのもの」という意味の文章から作られた造語である。

## 概要
2016年5月20日、日本法人の「株式会社melis Japan」を設立。特にハンドボールシューズ、バレーボールシューズ、スカッシュシューズなどインドアスポーツに特化したショップを同年9月9日に代官山にオープン。
2017年1月1日、ドイツのスポーツブランドである「Kempa（ケンパ）」の総代理店となる。